# Konstantinos Genidounias

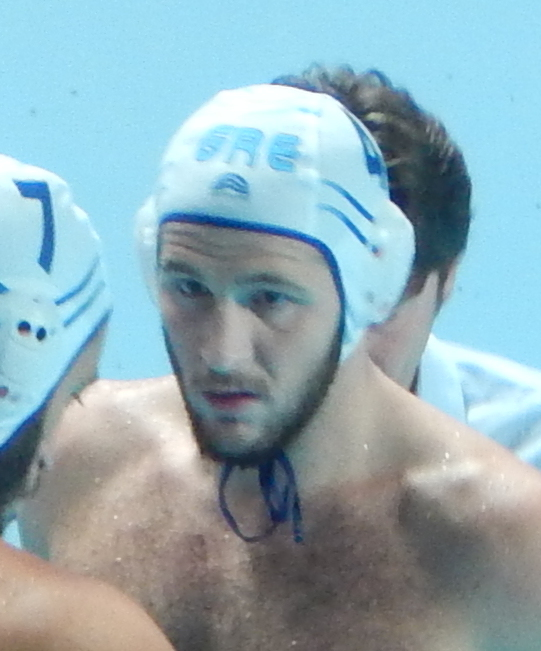
Konstantinos Genidounias 2015 in Kasan

Konstantinos Genidounias (griechisch Κωνσταντίνος Γενιδούνιας, * 3. Mai 1993 in Athen) ist ein griechischer Wasserballspieler. Er war mit der griechischen Nationalmannschaft 2021 Olympiazweiter, 2015, 2022 und 2025 Weltmeisterschaftsdritter sowie 2023 Weltmeisterschaftszweiter.

## Sportliche Karriere
Der 1,83 Meter große Genidounias studierte von 2011 bis 2015 an der University of Southern California. Mit den USC Trojans, dem Sportteam seiner Universität, gewann er drei Meistertitel der National Collegiate Athletic Association. Nach seinem Studium ging er zu Olympiakos, hier gewann Genidounias acht griechische Meistertitel. Genidounias war mit der griechischen Juniorenauswahl 2009 Zweiter und 2011 Dritter bei der Juniorenweltmeisterschaft.
Im Juni 2013 fanden im türkischen Mersin die Mittelmeerspiele 2013 statt, hinter Kroatien und Spanien belegten die Griechen den dritten Platz. Einen Monat später bei der Weltmeisterschaft in Barcelona unterlagen die Griechen im Viertelfinale der ungarischen Mannschaft und erreichten schließlich den sechsten Platz. Zwei Jahre später bei der Weltmeisterschaft in Kasan gewannen die Griechen ihre Vorrundengruppe mit drei Siegen, zu denen Genidounias insgesamt ein Tor beisteuerte. Ab dem Viertelfinale mussten die Griechen jeweils in die Verlängerung und danach ins Penaltyschießen. Im Viertelfinale gegen Australien siegte Griechenland. Im Halbfinale erreichten die Kroaten das Finale. Schließlich im Spiel um den dritten Platz gegen Italien verwandelten vier Griechen ihren Penalty und die griechischen Spieler erhielten die Bronzemedaille. Genidounias erzielte im Viertelfinale zwei Tore, am Penaltyschießen war er nicht beteiligt. 2016 bei den Olympischen Spielen in Rio de Janeiro belegten die Griechen in der Vorrunde den zweiten Platz hinter den Ungarn und verloren im Viertelfinale gegen die Italiener. In den Platzierungsspielen erreichten die Griechen den sechsten Platz. Genidounias erzielte im Turnierverlauf vier Tore.
2017 bei der Weltmeisterschaft in Budapest erreichten die Griechen in der Vorrunde den zweiten Platz hinter der Mannschaft Serbiens. Nach einem Sieg über Montenegro verloren die Griechen im Halbfinale gegen Ungarn. Im Spiel um den dritten Platz trafen sie wieder auf Serbien und unterlagen mit 8:11. 2018 erreichten die Griechen bei den Mittelmeerspielen den zweiten Platz hinter den Serben. Kurz darauf bei der Europameisterschaft in Barcelona belegten die Griechen den fünften Platz, nachdem sie im Viertelfinale gegen Spanien verloren hatten. Genidounias erzielte im Turnierverlauf sieben Tore. 2019 belegten die Griechen den siebten Platz bei der Weltmeisterschaft in Gwangju. Bei den 2021 ausgetragenen Olympischen Spielen in Tokio gewannen die Griechen ihre Vorrundengruppe vor den Italienern. Im Viertelfinale bezwangen sie die Mannschaft Montenegros und im Halbfinale die Ungarn. Im Finale siegten die Serben mit 13:10. Genidounias hatte im Viertelfinale fünf Tore erzielt, in Halbfinale und Finale ging er leer aus. Die Griechen gewannen die erste olympische Wasserball-Medaille bei den Männern überhaupt, nachdem 2004 in Athen die Damen Silber gewonnen hatten.
2022 bei der Weltmeisterschaft in Budapest unterlag die griechische Mannschaft im Halbfinale den Italienern. Das Spiel um den dritten Platz gewannen die Griechen mit 9:7 gegen Kroatien. Im Jahr darauf bei der Weltmeisterschaft in Fukuoka besiegten die Griechen im Viertelfinale Montenegro mit 10:9 und im Halbfinale die Serben mit 13:7. Das Endspiel gegen Ungarn benötigte ein Penaltyschießen, bis die Ungarn als Weltmeister feststanden. Im Februar 2024 bei der Weltmeisterschaft in Doha verloren die Griechen im Viertelfinale gegen die Italiener mit 10:11. Genidounias erzielte in diesem Spiel drei Tore. In der Platzierungsrunde wurden die Griechen Fünfte, wobei sie im Spiel um den fünften Platz mit 15:11 gegen die Serben gewannen. Fünf Monate später bei den Olympischen Spielen 2024 in Paris unterlagen die Griechen im Viertelfinale den Serben mit 11:12, Genidounias warf ein Tor. In den Platzierungsspielen erreichten die Griechen den fünften Platz.
2025 bei der Weltmeisterschaft in Singapur besiegten die Griechen im Viertelfinale die Italiener und unterlagen im Halbfinale den Spaniern im Penaltyschießen. Das Spiel um den dritten Platz gewannen sie mit 16:7 gegen die Serben.